# وحدة عسكرية جزائية
الوحدات العسكرية الجزائية، بما في ذلك الكتائب الجزائية، وسريات العقاب، وما إلى ذلك، هي تشكيلات عسكرية تتكون من المدانين المعبئين للخدمة العسكرية. قد تحتوي هذه التشكيلات على جنود مدانين بارتكاب جرائم بموجب القانون العسكري، أو الأشخاص المسجلين في الوحدة بعد إدانتهم في محاكم مدنية أو مزيج من الاثنين. تعتبر الخدمة في هذه الوحدات عادة شكلًا من أشكال العقاب أو الانضباط بدلاً من السجن أو عقوبة الإعدام.

## التاريخ
تم تشكيل الوحدات الجزائية المخصصة لأول مرة خلال عصر الحرب النابليونية، حيث عانت الجيوش الكبيرة المكونة من المجندين من مشاكل تأديبية. واعتبر الجنود الذين رفضوا مواجهة العدو ضارًا بتماسك الجيش وعارًا للأمة. كان يُنظر إلى تشكيل الكتائب العقابية كوسيلة لتأديب الجيش وإبقاء الجنود في الصف. بالإضافة إلى ذلك، قامت العديد من الدول بتجنيد المجرمين في كتائب جزائية بدلاً من سجنهم أو إعدامهم خلال زمن الحرب للاستفادة بشكل أفضل من القوى العاملة الوطنية. تم التعامل مع هذه الوحدات العسكرية مع القليل من الاهتمام من قبل الجيش النظامي وغالبا ما وضعت في حالات توفيقية، مثل استخدامها في هجمات الأمل البائس. كانت الإمبراطورية الفرنسية على وجه الخصوص ملحوظة في توظيف وحدات عسكرية جزائية خلال حروب التحالف، خاصة خلال السنوات الأخيرة من النزاعات حيث أصبحت القوى العاملة محدودة. ال Régiment pénal de l'Île de Ré، التي تشكلت في عام 1811 وتتألف بالكامل تقريبًا من المجرمين وغيرهم من غير المرغوب فيهم في المجتمع، ستشهد عملًا خلال السنوات الأخيرة من الحروب النابليونية.
خلال الحرب الأهلية الصينية (الجزء من 1945 إلى 1949) كان من المعروف أن الجيش الثوري الوطني (NRA) قد استخدم كتائب جزائية. وحدة مكوّنة من الفارين والمتهمين بالجبن، تم تكليف الكتيبة العقابية بمهام مثل الاستكشاف من قبل القوات الرئيسية للتحقق من الكمائن، وعبور الأنهار والسيول لمعرفة ما إذا كانت قابلة للسير، والمشي عبر حقول الألغام غير المحددة.

## حسب البلد

### ألمانيا النازية
- فرقة أفريقيا 999 الخفيفة
- لواء ديلوفانا
- شترافباتاليون (وحدة في الجيش الألماني )

### الاتحاد السوفياتي
- Shtrafbat (كتائب أسرى المفوضية الشعبية للشؤون الداخلية في الحرب العالمية الثانية )